# 8090组合
8090组合，又名“8090男团”，中国大陆偶像男子音乐团体，由湖南卫视《2010快乐男声》“快乐天团8090”训练营而出道至今。

## 主要经历
- 2010年7月9日 “快乐天团”正式定名为8090，在本次表演的《大家一起叫》中，吴国龙、王亚飞、李明霖、李雪岩、李金时、吴恒6人被淘汰出局；
- 2010年7月16日 本次集体表演的《眉飞色舞》竞选中，王潇宇、张爽2人淘汰出局
- 2010年7月23日 本次集体表演的《I believe》竞选中，杨雪琦淘汰出局
- 2010年7月30日 本次集体表演的《头发湿了》竞选中，翁鹏飞、曾文力2人淘汰出局，7人组合最终成立[1][2]。

## 组合成员
| 成员名称 | 生日           | 籍贯           | 备注                       |
| -------- | -------------- | -------------- | -------------------------- |
| 张赫     | 1984年9月17日  | 辽宁省沈阳市   | 沈阳音乐学院声乐系         |
| 姜潮     | 1991年8月12日  | 安徽省金寨县   | 北京现代音乐学院欧美演唱系 |
| 陈骁     | 1989年8月27日  | 辽宁省丹东市   | 沈阳师范大学流行音乐系     |
| 韩野     | 1987年12月31日 | 江苏省宿迁市   | 南京艺术学院声乐系         |
| 郭乐     | 1989年3月15日  | 陕西省西安市   | 西安工程学院               |
| 徐嘉苇   | 1989年4月20日  | 四川省内江市   | 四川音乐学院通俗演唱系     |
| 卢信宥   | 1990年6月18日  | 马来西亚吉隆坡 | 马来西亚东姑阿都拉曼学院   |

## 音乐作品
- 2010年 单曲《让我们相爱》[3]，收录于2010快乐男声全国12强合辑《我的舞台》
- 2011年 单曲《爱伴我飞翔》
- 2012年 单曲《幸福百米》，电视剧《落跑甜心》主题曲[4]

## 影视作品

### 电影
- 2011年 电影《安全感》 ，成员姜潮参与
- 2011年 电影《囧蛋奇兵》，成员徐嘉苇、张赫参与
- 2012年 电影《歌舞日记》，成员徐嘉苇参与
- 2013年 电影《小时代》，成员姜潮参与

### 电视剧
- 2010年 湖南卫视电视剧《落跑甜心》，全体成员均参与演出
- 2011年 搜狐视频电视剧《夏日甜心》，全体成员均参与演出
- 2011年 中央电视台情景剧《爱上电影网》

### 他人MV
成员参与其他歌手MV
- 林俊杰《表达爱》MV男主角，成员徐嘉苇参与
- 艾晓琪《星光》MV男主角，成员张赫参与
- 张含韵《考试中》MV男主角，成员张赫参与
- 李冠男《哭着眼睛说拜拜》MV男主角，成员张赫参与

## 其他作品
- 2011年8月 写真集《蝶变·超越——快乐天团8090音乐梦想影像集》（湖南少年儿童出版社）

## 综艺节目
- 红网《红人堂》
- 金鹰网《金鹰访谈》
- 湖南卫视《七夕特别节目》《8090》[5]《跨年晚会》《祥和中国元宵喜乐会》《给力星期天》《和未来有约》《喜剧之王》《成人礼青春盛典》《第十届汉语桥开幕式》《挑战麦克风》
- 江苏综艺频道《两岸明星演唱会》
- cctv6《第十八届北京大学生电影节[6]》《爱上电影网》
- 东南卫视《朋友就该这样》
- 央视音乐频道《一起音乐吧》
- 搜狐娱乐《New Face》
- 盐城电视台《江苏盐城“浪漫七夕”大型晚会》
- 柳州电视台《广西柳州国际水上狂欢节》
- 中央电视台《全国政协机关为纪念辛亥革命100周年的音乐会》
- 山东卫视《歌声传奇》[7]
- 星尚电视《2012时尚盛典颁奖典礼》
- 浙江卫视《我爱记歌词》
- 光线传媒《音乐风云榜》
- 广西卫视《挑战名人墙》
- 高邮电视台《江苏高邮的第八届中国高邮双黄鸭蛋节》
- 陕西卫视《春节晚会》